# هوروكاناي
هوروكاناي  هي بلدية في اليابان، وبلدة في اليابان، تقع في Kamikawa Subprefecture ‏، بلغ عدد سكانها 1,519  نسمة وذلك حسب إحصائيات سنة 2018.